# Ceratogramma
Ceratogramma is een geslacht van vliesvleugeligen uit de familie Trichogrammatidae. De wetenschappelijke naam van dit geslacht is voor het eerst geldig gepubliceerd in 1957 door De Santis.

## Soorten
Het geslacht Ceratogramma omvat de volgende soorten:
- Ceratogramma brasiliense Viggiani, 1991
- Ceratogramma etiennei Delvare, 1988
- Ceratogramma jeffersi Pinto, 2006
- Ceratogramma magnificum Pinto & Viggiani, 1991
- Ceratogramma masneri Pinto & Viggiani, 1991
- Ceratogramma robustum Pinto, 1991
- Ceratogramma schachovskoyi De Santis, 1957
- Ceratogramma tatianae (Fursov, 1995)